# Fiat Abarth 1000SP
La Fiat Abarth 1000SP è una vettura da competizione realizzata dalla Abarth nel 1966.

## Sviluppo
La vettura venne realizzata dall'ingegner Mario Colucci, sulla meccanica della Fiat 600 ampiamente modificata, per partecipare alle gare riservate alle vetture sportive Gruppo 6. Ne furono costruiti per questo motivo 50 esemplari stradali per ottenere l'omologazione alle corse.

## Tecnica
La vettura è dotata di un telaio di tipo tubolare in acciaio e di un propulsore 4 cilindri in linea DOHC da 105 CV di potenza con testata bialbero, posto in posizione centrale in grado di spingere la vettura fino ad una velocità massima di 230 km/h. Tale propulsore era fornito di due carburatori Weber 40 DCOE, mentre la lubrificazione era a carter umido con un filtro d'olio separato. Il cambio era manuale a cinque velocità. Il frontale del mezzo venne particolarmente affilato per consentire un buon afflusso di aria attraverso due aperture che conducevano ai radiatori dell'acqua. Le sospensioni nella sezione anteriore erano dotati di quadrilateri sovrapposti, barre stabilizzatrici, molle ad elica e ammortizzatori telescopici, mentre nella sezione posteriore trovavano posto bracci tubolari oscillanti, barre stabilizzatrici, molle ad elica e ammortizzatori telescopici. La carrozzeria era in materiale plastico per alleggerire il peso complessivo.

## Attività sportiva
La prima corsa della 1000SP fu la Coppa dell Collina di Pistoia del 1966, dove giunse quinta pilotata da Anzio Zucchi. Successivamente ottenne la vittoria di classe e il terzo posto assoluto nella 500 km del Nurburgring con il pilota Hans Hermann. Altro risultato di nota furono la vittoria di classe nella salita Aosta Pila con Leo Cella.
Ne 1968, dopo aver ottenuto l'omologazione al Gruppo 6, la 1000SP ottenne la vittoria di classe nella salita Stellavena-Boscochiesanuova condotta da Paolo Lado e la prima posizione alla 1000 km di Monza, gara valida per il Mondiale Marche. Da esso seguirono numerosi altri successi nazionali e internazionali.